# Copper Mountain
Copper Mountain – szczyt w Górach Skalistych. Leży w hrabstwie Summit, w centralnej części stanu Kolorado, w pobliżu miasta Frisco, 121 km na zachód od Denver. 
W 1972 r. na zboczach góry otworzono ośrodek narciarski. Posiada 125 tras obsługiwanych przez 22 wyciągi. 21% tras przeznaczonych jest dla początkujących, 25% dla średnio-zaawansowanych, 36% dla zaawansowanych i 18% dla zawodowców.